# 時雨澤惠一
時雨澤惠一（日语：／ Shigusawa Keiichi，1972年—）是日本輕小說的男性作家，出生於神奈川縣。代表作《奇諾之旅》曾投稿第6屆電擊小說大賞，雖未入選，但仍在2000年於《電擊hp》雙月刊上揭載，成為受歡迎的系列作品，另外著有《刀劍神域外傳Gun Gale Online》。
摩托車及槍械迷。筆名姓氏來自槍械品牌西格&紹爾（SIG Sauer）；名字則由《幸運女神》主角森里螢一及其妹森里惠而來。
曾在美國留學過，所以習慣用英文甚於日文。

## 經歷
大學畢業後求職的一年間全無成果，正當金錢拮据之時，剛巧看到輕小說募集的廣告，於是憑十多年前的靈感寫成《奇諾之旅》一書。

## 作品列表

### 小說
- 奇諾之旅（2002年，電擊文庫）
  - 學園奇諾（2006年，電擊文庫）
- 那片大陸上的故事系列（2002年－2013年，電撃文庫）
  - 艾莉森（2002年－2004年，全4卷）
  - 莉莉亞&特雷茲（2005年－2007年，全6卷）
  - 梅格&賽隆（2008年－2012年，全7卷）
  - 那片大陸上的故事 ～艾莉森&維爾&莉莉亞&特雷茲&梅格&賽隆&其他～（2013年，全2卷）
- 撲殺天使朵庫蘿desu（2006年，電擊文庫） - 共著
- 電擊Collaboration （2008年，電擊文庫） - 共著
- 電擊Collaboration （2008年，電擊文庫） - 共著
- 角川翼文庫版 奇諾之旅（2011年，角川翼文庫）
- 身為男高中生兼當紅輕小說作家的我，正被年紀比我小且從事聲優工作的女同學掐住脖子（2014年，電擊文庫）
- 刀劍神域外傳Gun Gale Online（2014年，電擊文庫）

### 腳本
- 刀劍神域外傳Gun Gale Online（2018年、第5.5話擔當）
- 魯邦三世PART 5（2018年）

### 短篇
- 抹殺者（文庫未收錄，2012年，「BOOK☆WALKER」）
- 早安 -Sena Saw Emiko. Sena Didn't See Emiko.-（文庫未收錄，2012年，「BOOK☆WALKER」）

### 小說系繪本
- 茶送達之前〜A Book At Cafe〜 （2010年，MediaWorks文庫）
- 夜晚送達之前〜A Book in a Bed〜 （2010年，MediaWorks文庫）
- 答案送達之前〜A Book without Answers〜 （2011年，MediaWorks文庫）

### 視覺小說
- 奇諾之旅 -the Beautiful World- －記憶之國 Their Memories （2003年）
- 奇諾之旅 -the Beautiful World- －旅人之話 ―You― （2005年）
- 奇諾之旅 -the Beautiful World- －我之國 ―own will― （2007年）

### 動畫聲優
- 刀劍神域外傳Gun Gale Online（只會寫槍作品的小說家）

## 外部連結
- 時雨澤惠一的X（前Twitter）（日語）